# Jozef Kakačka
Jozef Kakačka (15. listopadu 1952 Štefanov nad Oravou - 14. listopadu 2013) byl slovenský politik, člen strany Most-Híd, po sametové revoluci československý poslanec Sněmovny lidu Federálního shromáždění za Kresťanskodemokratické hnutie.

## Biografie
Byl ženatý, měl tři děti. V letech 1959-1968 vychodil základní školu v Tvrdošíně, pak v letech 1968-1972 vystudoval SPŠE Tvrdošín. Po vojenské základní službě v Brně nastoupil do podniku Tesla Orava Nižná, kde pracoval v letech 1974-1976. V období let 1976-1989 byl zaměstnancem ZVT Námestovo.
Ve volbách v roce 1990 zasedl za KDH do Sněmovny lidu (volební obvod Středoslovenský kraj). Ve Federálním shromáždění setrval do voleb roku 1992.
V letech 1993-1998 byl soukromým podnikatelem, pak v letech 1999-2000 byl nezaměstnaný a v letech 2001-2002 pracoval pro Prvú Československú poisťovňu. V roce 2003 se stal starostou rodné obce Štefanov nad Oravou a na tomto postu působil až do roku 2013. V krajských volbách v roce 2009 byl kandidátem za stranu Most-Híd do zastupitelstva Žilinského kraje. Nebyl ale ve volbách zvolen. Působil jako okresní předseda Most-Híd v Námestovu.
K 1. dubnu 2013 se ze zdravotních důvodů vzdal funkce starosty Štefanova nad Oravou.